# Leucania pinguis
Leucania pinguis là một loài bướm đêm trong họ Noctuidae.